# Sterling Bunnell
Sterling Bunnell (* 17. Juni 1882 in San Francisco; † 20. August 1957 ebenda) war ein US-amerikanischer Chirurg und Pionier der Handchirurgie.

## Vorfahren und Elternhaus, Jugendalter
Einer seiner Vorfahren, ein Peter Bunnell, segelte 1620 auf der Mayflower von Plymouth, England, nach Amerika. Die Eltern Sterling Bunnells siedelten vom Osten der Vereinigten Staaten unter dem Eindruck des Goldrausches nach Kalifornien über.
Schon in der Kindheit entfaltete sich Bunnells außergewöhnliches Interesse für die Tierwelt und Natur. In seinen jungen Jahren machte er sich als Ornithologe einen guten Namen. Bereits mit 21 nahm er als anerkannter Ornithologe bei einer Expedition zur Erkundung der Revillagigedo-Inseln vor den Küsten von Mexiko teil, die von der San Francisco Academy of Sciences organisiert wurde. Er konnte sämtliche Vögel nach Gehör bestimmen.

## Studium
Er studierte Medizin an der University of California at Berkeley bis 1904 und beendete es an der University of California at San Francisco 1908. Es folgte eine Medizinalassistentenzeit 1908–1909 im St. Luke’s Hospital in San Francisco und eine allgemeinchirurgische Ausbildung im Osten der Vereinigten Staaten. Als Tüftler entwickelte er zu dieser Zeit ein Klappenventil für Narkosemasken, das Eingriffe am offenen Brustkorb ermöglichte.

## Berufliche Tätigkeit
Im Ersten Weltkrieg diente er im Rang eines Captains im U.S. Army Medical Corps, sowohl in einem Basishospital als auch an der Front in Frankreich. Während dieser Tätigkeit wurde er immer häufiger mit den Problemen der Wiederherstellungschirurgie konfrontiert.
1918 nach seiner Rückkehr nach San Francisco eröffnete er eine allgemeinchirurgische Praxis. In dem Zeitraum bis zum Zweiten Weltkrieg brachte er zahlreiche Publikationen über die Handchirurgie heraus.

## Wissenschaftliche Tätigkeit
Außer seiner Sammelleidenschaft beschäftigte er sich mit Studien der vergleichenden Anatomie. Diese Studien haben bei seinen späteren handchirurgischen Publikationen wesentliche Rollen gespielt. In seiner Arbeit über die Greiffähigkeit des Daumens  gab er ein übergreifendes Bild über die Entwicklung der Opposition des Daumens bei den erdgebundenen Zweifüßlern in Relation der Oppositionsfähigkeit der Großzehe bei den baumgebundenen Vierfüßlern. Durch seine anatomischen Präparationen an Fischen, Reptilien und Säugern (vor allem bei Primaten in phylogenetisch aufsteigender Reihe) zeigte er, dass die sogenannten  Intrinsic Muskeln bereits in den Brustflossen von Fischen vorhanden sind.
Bei einer kreissägenverletzten Hand mit Amputation des Daumens im Daumensattelgelenk führte er 1929 die Wiederherstellung durch die Pollizisation des Zeigefingers durch. Berühmt ist seine 1938 erschienene Veröffentlichung über die Opposition des Daumens.
Bunnell veröffentlichte 1944 das Monumentalwerk Die Chirurgie der Hand (Surgery of the hand), das einen Meilenstein auf diesem Spezialgebiet repräsentiert.

## Andere Interessengebiete
Das Studium des Vogelfluges interessierte ihn besonders, welches ihn auch in späteren Jahren begleitete. So publizierte er eine Arbeit, bereits als anerkannter Handchirurg, über den Vogelflug („Aeronautics of Bird Flight“). Alleine das Studium des Vogelfluges genügte ihm jedoch nicht, so hat er während des Ersten Weltkrieges selbst fliegen gelernt. Später flog er häufig zu Patienten oder Tagungen, was ihm den Spitznamen „fliegender Chirurg“ einbrachte. Für eine kurze Zeit war er sogar Präsident der National Aeronautical Society of the West. Als er einige Jahre später mit dem Medizinstudium begann, verkaufte er seine komplette Sammlung einheimischer Vögel Kaliforniens an das Philadelphia Museum.

## Entwicklung und Weitergabe der speziellen Operationstechnik
Beim Konzept der atraumatischen Operationstechnik stützte er sich auf Studien von fachfremden Arbeitsweisen. So beobachtete er wie Juweliere und Uhrmacher arbeiten: in sitzender Position mit auf Rollen aufgelegten Unterarmen um feine Bewegungen ohne Erschütterungen durchführen zu können. Er war derjenige, der die wichtige Funktion der Blutsperre bei den handchirurgischen Operationen erkannte. Von ihm stammt der wichtige Satz: „Könnte ein Juwelier eine Uhr reparieren, wenn man diese ständig mit Tinte beträufeln würde?“
Die ökonomische Arbeitsweise mit wenigen, aber zielgerichteten Bewegungen hat er aus der Industrie übernommen. Effizienz spielte in seinem Leben eine sehr große Rolle. So wird über ihn erzählt, dass er Jacke und Mantel immer auf einmal an- und auszog oder häufig Kaffeepulver ohne Wasser schluckte, nur um Zeit zu sparen. Er erkannte die spezielle Problematik der Handchirurgie, die durch die konventionelle chirurgische Operationstechnik nicht gelöst werden konnte: die störende Narbenbildung nach dem chirurgischen Eingriff.
Bahnbrechend und neu waren die von ihm durchgeführten Sehnen- und Nerven-Transplantationen für die Defektüberbrückung. Er hat für die Sehnennähte die nach ihm benannten Ausziehdrahtnähte entwickelt. Viele heute noch gebräuchliche dynamische Schienen hat er selbst entwickelt und angefertigt.
Seine Forderung, nämlich der Handchirurg, der Verletzungen von Haut, Sehnen, Nerven, Knochen und Gefäßen versorgen will, muss in den plastisch-chirurgischen, orthopädischen und neurochirurgischen Techniken gleich gut versiert sein, hat an ihrer Gültigkeit bis heute nichts verloren.
Nach Ende des Zweiten Weltkrieges wurde Bunnell auf Wunsch der Army mit der Betreuung der kriegsverletzten Soldaten (Verletzung der oberen Extremitäten) beauftragt. Er hielt in den nächsten 3 Jahren insgesamt 23 Operationskurse für angehende Handchirurgen ab. Hiermit leistete er der homogenen Etablierung der Handchirurgie auf amerikanischem Boden wertvolle Dienste.

## Gründung der Amerikanischen Gesellschaft der Handchirurgie
Das durch ihn entfachte Interesse führte 1946 zur Gründung der ersten handchirurgischen Gesellschaft (American Society for Surgery of the Hand (ASSH)), derer er verdienterweise für die erste 2-jahres Periode Präsident wurde.

## Epilog
Ab 1947 nahm er seine frühere Tätigkeit in seiner Praxis in San Francisco auf. Dort arbeitete er fast ausschließlich auf handchirurgischem Gebiet. Er konnte seine operative Tätigkeit auch mit 72 noch fortsetzen. Er ging aber gern auch seinen anderen Passionen (Angeln, Jagd) nach. Der innovative Chirurg konstruierte noch am Tag bevor er starb einen Rucksack zum Transport einer Sauerstoffflasche, damit er trotz seiner Herzinsuffizienz jagen konnte. Er starb an Herzversagen.

## Publikationen
- Physiological reconstruction of a thumb after total loss In: Surg. Gynecol. Obstet. 52. 245–248, 1931
- Opposition of the thumb In: J. Bone. Jt. Surg. 20. 267–284, 1938
- Surgery of the Hand. J.B. Lippincott Company, 1944[2]